# 斯图尔特·金吉尔
斯图尔特·金吉尔（英語：Stuart Gyngell，1963年11月25日—），澳大利亚男子田径运动员，主攻铅球。他曾代表澳大利亚参加1986年英联邦运动会田径比赛，获得男子铅球铜牌。